# Acquifero confinato

Schema acquifero

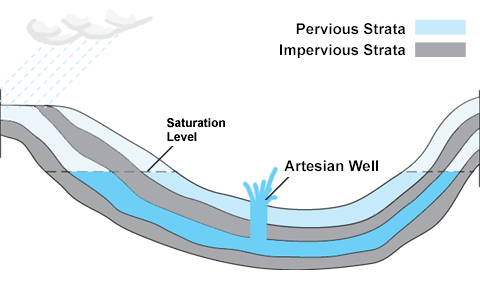
condizione artesiana

Un acquifero confinato è un acquifero presente nel sottosuolo delimitato sia superiormente che inferiormente da rocce o terreni impermeabili, i quali quindi impediscono la filtrazione dell'acqua.
Solitamente l'acqua è presente al di sotto dell'orizzonte piezometrico, quando questo avviene la pressione dell'acqua entro un pozzo perforato nell'acquifero può risultare superiore alla pressione atmosferica alla testa del pozzo, in tal caso si è in presenza di un pozzo artesiano.